# Гута (Киевская область)
Гу́та (укр. Гута) — село в Медвинской сельской общине Белоцерковского района Киевской области Украины.
Население по переписи 2001 года составляло 301 человек. Почтовый индекс — 09750. Телефонный код — 4561. Занимает площадь 1,2 км². Код КОАТУУ — 3220681102.

## История
В XIX веке деревня Гута было в составе Медвинской волости Каневского уезда Киевской губернии.